# Ortaköy (Aksaray)
Pour les articles homonymes, voir Ortaköy.
Ortaköy est une ville et un district de la province d'Aksaray dans la région de l'Anatolie centrale en Turquie se trouvant près de la ville de Kirsehir. 

## Géographie
Ortaköy est une ville de Turquie et un district de la province d'Aksaray se trouvant dans la région de l'Anatolie centrale. Elle se trouve à 1,225 m d'altitude et est entourée de plaines et de montagnes. La ville est notamment entourée de champs agricoles dont vivent les riverains aux alentours mais est elle-même en constante évolution et s'étend de plus en plus.